# Adam Driver
Adam Douglas Driver (San Diego, 19 de novembro de 1983) é um ator americano. Ele começou sua carreira aparecendo em vários curtas-metragens, programas e filmes para a televisão antes de fazer sua estreia no cinema em J. Edgar (2011). Posteriormente, teve papéis em Lincoln (2012), Frances Ha (2012), Inside Llewyn Davis (2013), Paterson (2017), dentre outros, além de ser protagonista da trilogia que sequencia a original de Star Wars, no papel do vilão Kylo Ren, nos filmes O Despertar Da Força, Os Últimos Jedi e A Ascensão Skywalker. Driver também se apresentou em peças de teatros de diversas produções da Broadway e Off-Broadway.

## Biografia
Driver nasceu em San Diego, Califórnia, filho de Nancy (Needham), uma paralegal, e Joe Douglas Driver. A família de seu pai é de Arkansas e família de sua mãe é de Indiana. Seu padrasto é um ministro batista; sua madrasta trabalha para a Biblioteca Estadual de Arkansas em Little Rock. Sua ascendência inclui Inglês, Holandês, Alemão, Irlandesa e Escocesa.
Ele se mudou para a cidade de Mishawaka, Indiana,quando tinha sete anos de idade e lá ele foi criado. Driver teve uma educação religiosa, e cantou no coro da igreja. Ele participou High School de Mishawaka, onde se graduou em 2001. Ele apareceu em vários jogos da High School e era um cantor talentoso no coro da escola.
Pouco depois dos ataques de 11 de setembro, Driver entrou para a Corpo de Fuzileiros Navais dos Estados Unidos. Ele serviu por dois anos e oito meses antes de sofrer uma lesão enquanto praticava ciclismo de montanha, e foi clinicamente dispensado antes que ele pudesse se alistar para o Iraque. Depois de deixar o Corpo de Fuzileiros, frequentou a Universidade de Indianópolis por um ano antes de se transferir para a Juilliard School para estudar drama. Foi membro do Grupo da Divisão de Drama 38 (2005-2009), juntamente com sua futura esposa Joanne Tucker, graduando-se na Bachelor of Fine Arts, em 2009.
Começou a se destacar e ganhar prêmios como ator em seu papel como Adam Sackler na série de drama Girls, da HBO, pela qual recebeu três indicações consecutivas aos Prêmios Emmy do Primetime de Melhor Ator Coadjuvante em Série de Comédia. Foi elogiado pela atuação no filme Hungry Hearts (2014), ganhando, assim, a Coppa Volpi de Melhor Ator no 71.º Festival Internacional de Veneza. Em 2015, interpretou o vilão (e antagonista da história) Kylo Ren em Star Wars: Episódio VII - O Despertar da Força. Em 2017, repete a  participação na franquia Star Wars: Os Últimos Jedi. No ano seguinte, recebeu aclamação por parte dos críticos especializados por sua interpretação como o Detetive Philip "Flip" Zimmerman no filme BlacKkKlansman, pelo qual foi indicado aos prêmios Oscar, BAFTA, Globo de Ouro, Satellite e Screen Actors Guild de Melhor Ator Coadjuvante.

## Carreira

### Início de carreira, Girls e avanço (2009–2014)
Depois de se formar na Juilliard, Driver começou sua carreira de ator em Nova York, aparecendo em produções da Broadway e fora da Broadway. Como muitos aspirantes a ator, ele ocasionalmente trabalhava como garçom e garçom. Driver também apareceu em vários programas de televisão e curtas-metragens. Sua primeira aparição na tela foi no final da série The Unusuals, em 2009, como testemunha arrependida e cúmplice relutante de um ataque não resolvido. Ele estreou no cinema no drama biográfico de Clint Eastwood, J. Edgar, em 2011.
Em 2012, Driver foi escalado para a série de comédia dramática da HBO Girls, como Adam Sackler, emocionalmente instável, namorado da personagem principal Hannah Horvath (Lena Dunham). Ele recebeu três indicações ao Primetime Emmy Award de Melhor Ator Coadjuvante em uma série de comédia por seu papel. No mesmo ano, Driver desempenhou papéis coadjuvantes em dois filmes aclamados pela crítica, como o telegrafista e cifrado Samuel Beckwith no drama histórico de Steven Spielberg, Lincoln, e Lev Shapiro no drama de comédia de Noah Baumbach, Frances Ha. Ele também apareceu no drama Not Waving But Drowning e na comédia romântica Gayby. Ele conquistou grande reconhecimento fora da Broadway por interpretar Cliff, um hóspede galês da classe trabalhadora em Look Back in Anger, ganhando o Lucille Lortel Award de Melhor Ator Destaque em uma peça de teatro.
Em 2013, Driver apareceu no drama Bluebird e na comédia romântica What If. Ele interpretou Al Cody, um músico, na comédia negra Inside dos Coen Brothers, Inside Llewyn Davis, e o fotógrafo Rick Smolan, no drama Tracks. Em 2014, ele interpretou Jude, um pai desesperado, no drama Hungry Hearts; Jaime, um aspirante a cineasta, na comédia de Noah Baumbach, Enquanto somos jovens; e Philip, a ovelha negra de uma família judia disfuncional, no drama de comédia This Is Where I Leave You. Por sua atuação em Hungry Hearts, Driver venceu a Volpi Cup de Melhor Ator no 71º Festival Internacional de Cinema de Veneza.

### Sucesso no mainstream (2015 - presente)
No início de 2014, Driver foi escalado como o vilão Kylo Ren em Star Wars: The Force Awakens (2015). The Force Awakens foi lançado em 18 de dezembro de 2015 para sucesso comercial e crítico. Ele reprisou o papel em The Last Jedi (2017) e The Rise of Skywalker (2019). Sua performance foi recebida positivamente, com seu personagem elogiado como o melhor da série: David Edelstein, do Vulture, escreveu: "o núcleo de The Last Jedi - de toda essa trilogia, ao que parece - é Kylo Ren, do motorista, que classifica o filme mais fascinante do cinema. monstros humanos ". Peter Bradshaw, do The Guardian, destacou o desempenho de Driver em sua resenha de O Despertar da Força, chamando-o de "extremamente cruel, rancoroso e caprichoso ... muito adequado ao desprezo exigente e divertido de Kylo Ren pela fraqueza e compaixão de seus inimigos".
Em 2016, Driver desempenhou um papel coadjuvante no thriller de ficção científica de Jeff Nichols, Midnight Special, lançado em 18 de março de 2016. Ele também co-estrelou o drama histórico de Martin Scorsese, Silence (2016), como Father Francisco Garupe, 17o. sacerdote jesuíta português do século, ao lado de Andrew Garfield e Liam Neeson. Em preparação para o papel, Driver perdeu quase 50 libras. O drama de Jim Jarmusch, Paterson, foi o filme final de Driver de 2016, no qual ele interpretou o personagem-título, um motorista de ônibus que escreve poesia. O filme estreou no Festival de Cannes e foi lançado em 28 de dezembro de 2016. A performance de Driver foi aclamada e ele recebeu várias indicações para Melhor Ator de associações de críticos, ganhando várias, incluindo o Los Angeles Film Critics Association Award de Melhor Ator. Peter Travers, da Rolling Stone, escreveu "O retrato indelevelmente emocionante de Driver é tão vivido e lírico que você dificilmente o reconhece como ator". Paterson foi incluído nas dez melhores listas de melhores filmes de 2016 de muitos críticos.
Em 2017, Driver fez uma participação especial em The Meyerowitz Stories de Noah Baumbach como Randy, marcando sua terceira aparição em um dos filmes de Baumbach. O filme estreou no Festival de Cannes e foi lançado em 13 de outubro de 2017 na Netflix. Ele também interpretou Clyde, um veterano da Guerra do Iraque com um braço, em Logan Lucky, de Steven Soderbergh, que foi lançado em 18 de agosto de 2017. Em 2018, Driver interpretou um detetive da polícia judia, Phillip "Flip" Zimmerman, que ajuda a se infiltrar no Ku Klux Klan no drama de comédia de Spike Lee, BlacKkKlansman. O filme estreou no Festival de Cannes e foi lançado teatralmente em 10 de agosto. Ele recebeu elogios da crítica por sua atuação no filme e foi indicado ao Oscar de Melhor Ator Coadjuvante e ao Globo de Ouro de Melhor Ator Coadjuvante. Driver também estrelou como o personagem principal Toby Grisoni na comédia de aventura de Terry Gilliam, The Man Who Killed Don Quixote, que também estreou em Cannes.
No início de 2019, Driver estrelou como Daniel Jones no drama político de Scott Z. Burns, The Report, que estreou no Sundance Film Festival, em Utah. Ele voltou à Broadway para interpretar Pale contra Keri Russell em uma produção dirigida por Michael Mayer de Burn This de Lanford Wilson, recebendo elogios por seu desempenho explosivo e uma indicação ao Tony Award de Melhor Ator em uma peça. Ele fez parte do elenco do filme de comédia zumbi de Jim Jarmusch, The Dead Don't Die, que foi lançado em 14 de junho de 2019. No mesmo ano, co-estrelou com Scarlett Johansson em Noah Baumbach's Marriage Story, que estreou. no festival de cinema de Veneza. Ao revisar o filme no The Hollywood Reporter, o crítico Jon Frosch observou que Driver "apresenta um retrato sombreado e brilhante de um homem em processo de divórcio. Ele recebeu uma indicação ao Oscar de Melhor Ator.
Driver estrelará no drama musical de Leos Carax, Annette, e no drama da época de Ridley Scott, The Last Duel. Ele também deve estrelar Tough As They Come, de Sylvester Stallone.

## Vida pessoal
Driver se casou com Joanne Tucker em junho de 2013. Eles têm um filho, cujo nascimento eles ficaram escondidos da imprensa por dois anos. Eles moram em Brooklyn Heights com seu filho e cachorro. Driver é o fundador da Arts in the Armed Forces (AITAF), uma organização sem fins lucrativos que realiza teatro para todos os ramos das forças armadas nos Estados Unidos e no exterior.
Driver expressou em muitas ocasiões que ele não gosta de assistir ou ouvir suas próprias performances. Durante uma entrevista de rádio com o Fresh Air da NPR, ele optou por não continuar com a entrevista depois que o apresentador reproduziu um clipe de Marriage Story. Mais tarde, o produtor executivo do programa de rádio afirmou que Driver foi avisado para tirar os fones de ouvido antes da reprodução do clipe e que o programa fez algo semelhante com Driver durante uma entrevista de 2015. Durante a mesma entrevista de 2015, Driver é citado por dizer que odeia ver ou ouvir seus trabalhos.

## Filmografia

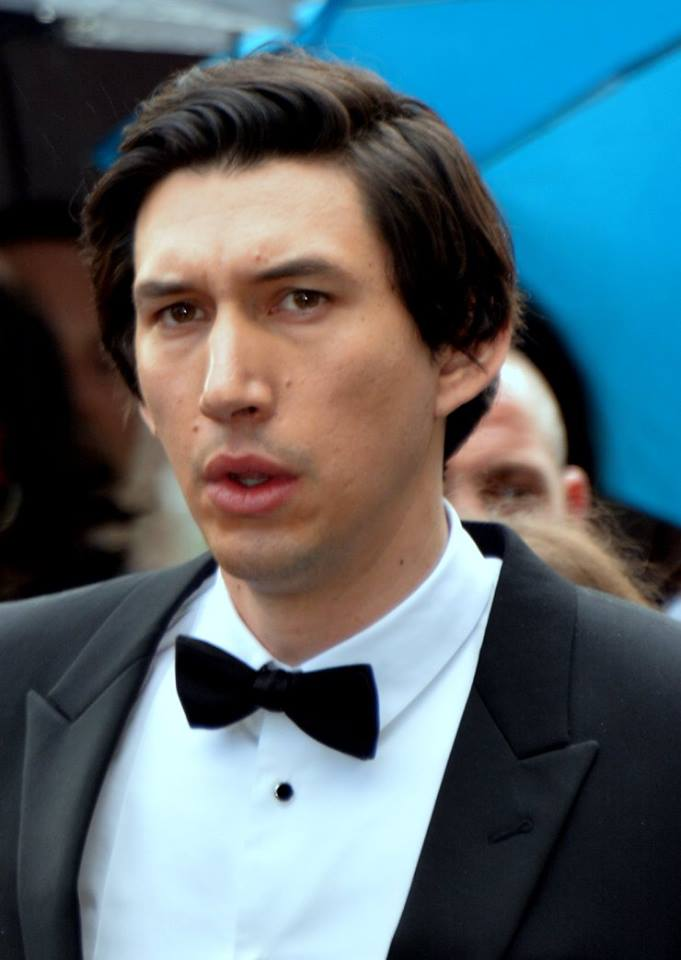
Driver no Festival de Cannes, em 2018.

### Cinema
| Ano  | Título                           | Personagem               | Notas          |
| ---- | -------------------------------- | ------------------------ | -------------- |
| 2010 | Archangel                        | Homem                    | Curta-metragem |
| 2010 | Goldstar, Ohio                   | Jared Rock               | Curta-metragem |
| 2011 | J. Edgar                         | Walter Lyle              |                |
| 2012 | Gayby                            | Neil                     |                |
| 2012 | I'm Coming Over                  | Evan                     | Curta-metragem |
| 2012 | Not Waving But Drowning          | Adam                     |                |
| 2012 | Frances Ha                       | Lev                      |                |
| 2012 | Lincoln                          | Samuel Beckwith          |                |
| 2013 | The River                        | Joe                      | Curta-metragem |
| 2013 | Bluebird                         | Walter                   |                |
| 2013 | Inside Llewyn Davis              | Al Cody                  |                |
| 2013 | Tracks                           | Rick Smolan              |                |
| 2013 | What If                          | Allan                    |                |
| 2014 | Hungry Hearts                    | Jude                     |                |
| 2014 | While We're Young                | Jamie                    |                |
| 2014 | This Is Where I Leave You        | Phillip Altman           |                |
| 2015 | Star Wars: The Force Awakens     | Kylo Ren                 |                |
| 2016 | Midnight Special                 | Sevier                   |                |
| 2016 | Paterson                         | Paterson                 |                |
| 2016 | Silence                          | Garupe                   |                |
| 2017 | The Meyerowitz Stories           | Randy                    |                |
| 2017 | Logan Lucky                      | Clyde Logan              |                |
| 2017 | Star Wars: The Last Jedi         | Kylo Ren                 |                |
| 2018 | BlacKkKlansman                   | Flip Zimmerman           |                |
| 2018 | The Man Who Killed Don Quixote   | Toby                     |                |
| 2019 | The Report                       | Daniel Jones             |                |
| 2019 | The Dead Don't Die               | Policial Ronnie Peterson |                |
| 2019 | Marriage Story                   | Charlie Barber           |                |
| 2019 | Star Wars: The Rise of Skywalker | Kylo Ren                 |                |
| 2021 | Annette                          | Henry                    |                |
| 2021 | House of Gucci                   | Maurizio Gucci           |                |
| 2021 | The Last Duel                    | Jacques Le Gris          |                |
| 2023 | 65                               | Mills                    |                |
| 2023 | Ferrari                          | Enzo Ferrari             |                |
| 2024 | Megalopólis                      | Cesar Catilina           |                |

### Televisão
| Ano       | Título                            | Papel         | Notas                          |
| --------- | --------------------------------- | ------------- | ------------------------------ |
| 2009      | The Unusuals                      | Will Slansky  | Episódio: "The E.I.D."         |
| 2010      | Law & Order                       | Robby Vickery | Episódio: "Brilliant Disguise" |
| 2010      | You Don't Know Jack               | Glen Stetson  | Filme de TV                    |
| 2010      | The Wonderful Maladys             | Zed           | Filme de TV                    |
| 2012      | Law & Order: Special Victims Unit | Jason Roberts | Episódio: "Theatre Tricks"     |
| 2012–2017 | Girls                             | Adam Sackler  | 49 episódios                   |
| 2015      | The Simpsons                      | Adam Sackler  | Episódio: "Every Man's Dream"  |
| 2017      | Bob's Burgers                     | Art           | Episódio: "The Bleakening"     |

### Video game
| Ano  | Título                            | Papel    |
| ---- | --------------------------------- | -------- |
| 2015 | Disney Infinity 3.0               | Kylo Ren |
| 2016 | Lego Star Wars: The Force Awakens | Kylo Ren |

## Prêmios e Indicações

#### Óscar
| Ano  | Categoria               | Indicação      | Notas    |
| ---- | ----------------------- | -------------- | -------- |
| 2019 | Melhor Ator Coadjuvante | BlacKkKlansman | Indicado |
| 2020 | Melhor Ator             | Marriage Story | Indicado |

#### Emmy Awards
| Ano  | Categoria                                   | Indicação           | Notas    |
| ---- | ------------------------------------------- | ------------------- | -------- |
| 2013 | Melhor Ator Coadjuvante em Série de Comédia | Girls               | Indicado |
| 2014 | Melhor Ator Coadjuvante em Série de Comédia | Girls               | Indicado |
| 2015 | Melhor Ator Coadjuvante em Série de Comédia | Girls               | Indicado |
| 2020 | Melhor Ator Convidado em Série de Comédia   | Saturday Night Live | Indicado |

#### Tony Awards
| Ano  | Categoria                         | Indicação | Notas    |
| ---- | --------------------------------- | --------- | -------- |
| 2019 | Melhor Ator Principal em uma Peça | Burn This | Indicado |

#### BAFTA
| Ano  | Categoria               | Indicação      | Notas    |
| ---- | ----------------------- | -------------- | -------- |
| 2019 | Melhor Ator Coadjuvante | BlacKkKlansman | Indicado |
| 2020 | Melhor Ator             | Marriage Story | Indicado |

#### Prêmios Globo de Ouro
| Ano  | Categoria                         | Indicação      | Notas    |
| ---- | --------------------------------- | -------------- | -------- |
| 2019 | Melhor Ator Coadjuvante em Cinema | BlacKkKlansman | Indicado |
| 2020 | Melhor Ator em Filme Dramático    | Marriage Story | Indicado |
| 2023 | Melhor Ator em Filme Dramático    | Ruído Branco   | Indicado |

#### SAG Awards
| Ano  | Categoria               | Indicação      | Notas    |
| ---- | ----------------------- | -------------- | -------- |
| 2013 | Melhor Elenco em Cinema | Lincoln        | Indicado |
| 2019 | Melhor Elenco em Cinema | BlacKkKlansman | Indicado |
| 2019 | Melhor Ator Coadjuvante | Indicado       |          |
| 2020 | Melhor Ator Principal   | Marriage Story | Indicado |

#### Critics' Choice Movie Awards
| Ano  | Categoria               | Indicação           | Notas    |
| ---- | ----------------------- | ------------------- | -------- |
| 2013 | Melhor Canção           | Inside Llewyn Davis | Indicado |
| 2019 | Melhor Ator Coadjuvante | BlacKkKlansman      | Indicado |
| 2020 | Melhor Ator             | Marriage Story      | Indicado |
| 2020 | Melhor Elenco           | Marriage Story      | Indicado |